# Jenin
Jenin (arabiska: جنين, Jinin [dʒəˈniːn] (fil); hebreiska: ג'נין) är en stad på norra Västbanken i Palestina. Staden utgör administrativt centrum för Jenins guvernement och är ett viktigt palestinskt jordbrukscentrum. I Jenin finns ett stort palestinskt flyktingläger.

## Historia

### Forntid och antiken
I området finns fynd av boplatser från tidig bronsålder. Staden är byggs på ruinerna av den forntida kaananitiska staden Ayn Jenim. Fyra terrakottalampor av feniciskt ursprung daterade till 800-talet f.Kr. tyder på någon form av kontakt mellan invånarna i dåtida Jenin och fenicierna.

### Medeltiden och tidigmodern tid
Från 1100- och 1200-talen stod staden under mamluksultanenerna i Kairo. 1517 erövrades staden av Osmanska riket. Jenin var den administrativa huvudstaden i ett distrikt som omfattade Lajjun, Ajlun och Jabal Nablus.

### 1900-talet
Jenin blev en del av ett brittiskt NF-mandat efter första världskriget. Jenin var centrum för en revolt mot britterna 1936-1939. Orsaken till revolten var dels frustration med att britterna inte gav området självständighet och dels eskalerande sociala spänningar till följd av den ökade judiska invandringen till Palestinamandatet. Brittiska styrkor sprängde 1938 sönder en fjärdedel av staden.
Under 1948 års arabisk-israeliska krig försvarades staden av irakiska trupper. Flyktinglägret i Jenin byggdes 1953 för att ge bostäder åt palestinier som flydde eller fördrevs från sina hem under kriget 1948 och inte tilläts återvända. Emiratet Transjordanien tog över administrationen av Västbanken inklusive Jenin efter kriget. Staden invaderades av israeliska styrkor under sexdagarskriget 1967 och ockuperades liksom resten av Västbanken.

### Palestinsk kontroll
Staden kom under Palestinska myndighetens civila kontroll 1996 i enlighet med Osloavtalet. Under Al-Aqsa-intifadan beskylldes staden av israelerna för att vara ett centrum för självmordsbombare.

#### Krigshändelserna april 2002
Befolkningen i Jenin har många gånger varit utsatt för israeliskt utegångsförbud. Under tiden 3 april–11 april 2002 angreps Jenins flyktingläger av den israeliska krigsmakten, inte bara som tidigare med flyganfall utan även med marktrupper. Man använde bland annat bulldozers för att förstöra byggnader. Israel uppgav att 48 palestinier och 23 israeler dödats under krigshandlingarna. Bland de civila som dödades av den israeliska krigsmakten fanns även en FN-anställd.
Den 10 april antog Europaparlamentet med 269 röster för och 208 mot samt 22 nedlagda en resolution som krävde total israelisk utrymning av de ockuperade områdena och fördömde "Sharonregeringens militära upptrappning och den israeliska arméns förtryck av den palestinska befolkningen och den systematiska förstörelsen av Västbankens infrastruktur". Resolutionen krävde också att EU skulle införa ett vapenembargo mot Israel och upphäva EU:s associeringsavtal med Israel.
Israel tillät inte en kommission från FN att komma till Jenin och undersöka vad som hänt. Såväl Amnesty International som Human Rights Watch rapporterade om händelserna. Man uppger där att antalet dödsoffer var 30 palestinska motståndskrigare, 22 palestinska civila och 23 israeliska soldater. Human Rights Watch menade att Israel hade "begått allvarliga brott mot internationell människorättslagstiftning, varav en del i praktiken utgör krigsförbrytelser". Amnesty anklagade Israel för att ha begått krigsförbrytelser. Även FN har publicerat en rapport om händelserna.

## Kultur
Biografen  Cinema Jenin invigdes i augusti 2010 under en tredagars festival med musik. Huvudattraktion var filmen Heart of Jenin, en dokumentär om den palestinske fembarnsfadern Ismail Khatib vars tolvårige son Ahmad sköts ihjäl av israelisk militär  2005. Efter att ha rådgjort med palestinska politiska och religiösa ledare beslöt sig Ismail för att donera Ahmads organ till israeliska barn – de flesta arabiska men också till en liten ultraortodox flicka från Jerusalem.
Frihetsteatern eller The Freedom Theatre, som den heter på engelska, grundades av den israeliska fredsaktivisten Arna Mer Khamis under den första intifadan på 1980-talet och hette då The Stone Theatre. Teatern förstördes vid den israeliska invasionen 2002 men öppnades igen av bland andra Arna Mer Khamis son, regissören och skådespelaren Juliano Mer Khamis. Frihetsteatern har kurser i teater, film och media för barn och ungdomar. De arbetar också med dramaterapi. Genom kulturen vill de ge barn verktyg att påverka och hantera sin vardag under ockupation på ett konstruktivt sätt. I juli 2011 angrep tungt beväpnad israelisk militär nattetid Frihetsteatern. De slog sönder teaterns ingång, och tog två av teaterns medarbetare i förvar.
Jenin Creative Cultural Centre är en icke-statlig organisation som grundades 2005 av en grupp Jeninungdomar. Centret har till syfte att sprida kultur framförallt i Jeninområdet.

## Film
Jenin, Jenin. Avsnitt på Youtube: http://www.youtube.com/watch?v=ZE2-KfY25Xw